# Bielsk Podlaski
Bielsk Podlaski är huvudort i distriktet Powiat bielski i Podlasiens vojvodskap i östra Polen.

## Historia
År 1495 erhöll Bielsk Podlaski magdeburgsk stadsrätt av Aleksander Jagiellon.

## Arkitektur
Ett nytillskott till stadens mångsidiga kyrkoarkitektur är den polsk-ortodoxa Guds moders beskydds kyrka som ritades av Jerzy Uścinowicz och invigdes 2010.

## Kända personer från Bielsk Podlaski
- Kamila Lićwinko, friidrottare